# Modisimus vittatus
Modisimus vittatus is een spinnensoort uit de familie trilspinnen (Pholcidae). De soort komt voor in Hispaniola. 